# 世界經濟論壇
世界经济论坛（英語：World Economic Forum，简称：WEF）是一个以基金会形式成立的非营利组织，成立于1971年，总部设在瑞士日内瓦州科洛尼。它根據“瑞士東道國法”於2015年1月獲得正式地位，確認論壇作為國際公私合作機構的作用。其以每年冬季在瑞士滑雪胜地达沃斯举办的年会（俗称达沃斯论坛）闻名于世，歷次论坛均聚集全球工商、政治、学术、媒体等领域的领袖人物，讨论世界所面临最紧迫问题。

## 历史

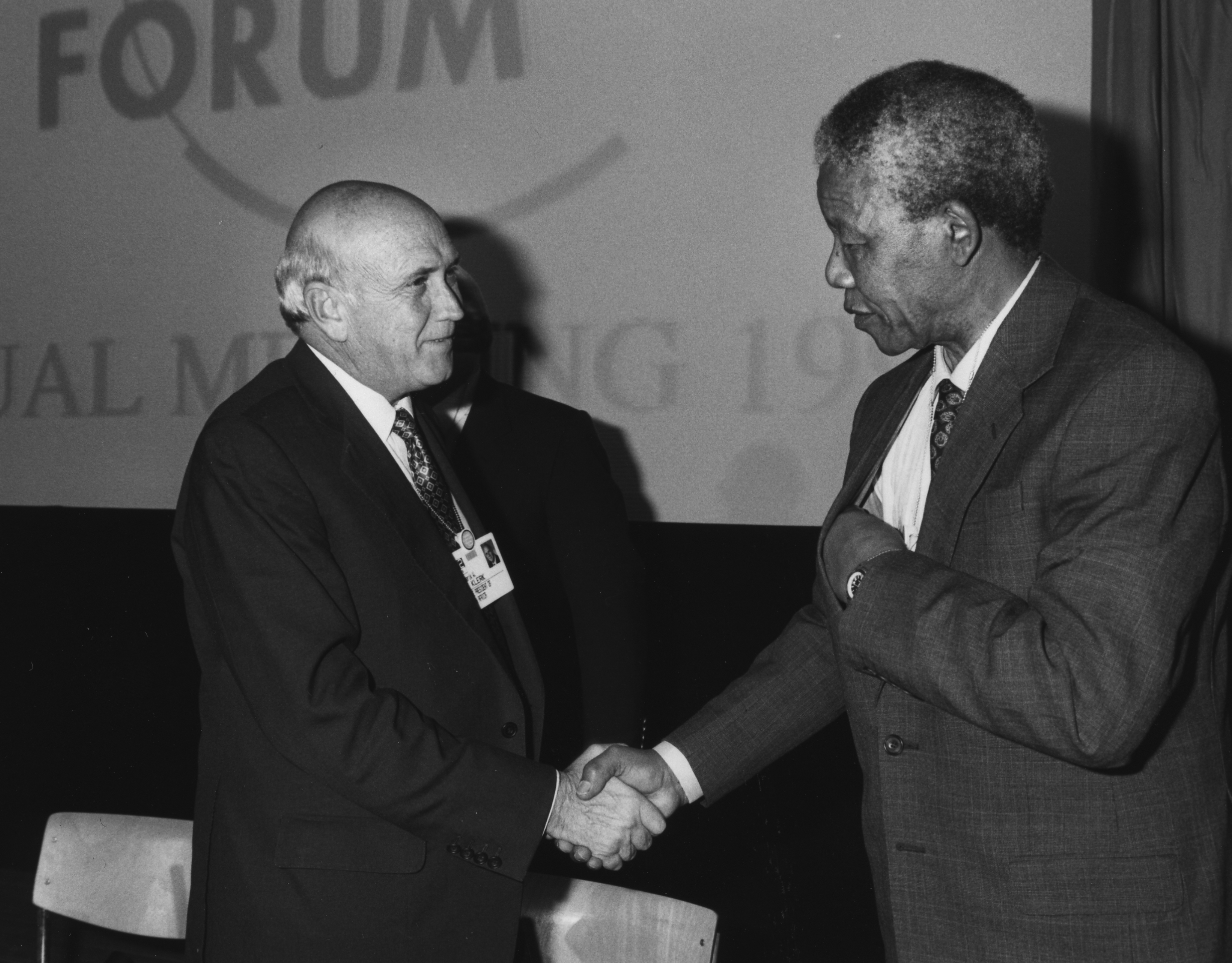
戴克拉克与曼德拉在1992年1月的世界经济论坛年会

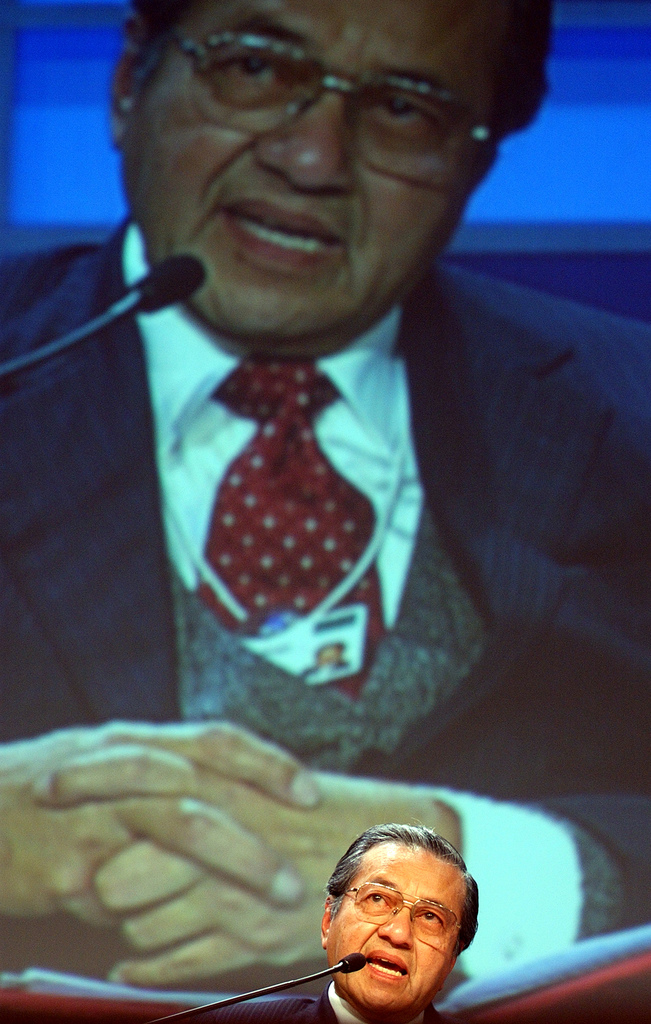
2003年1月23日马来西亚首相马哈迪·莫哈末在世界经济论坛年度会议发表演讲

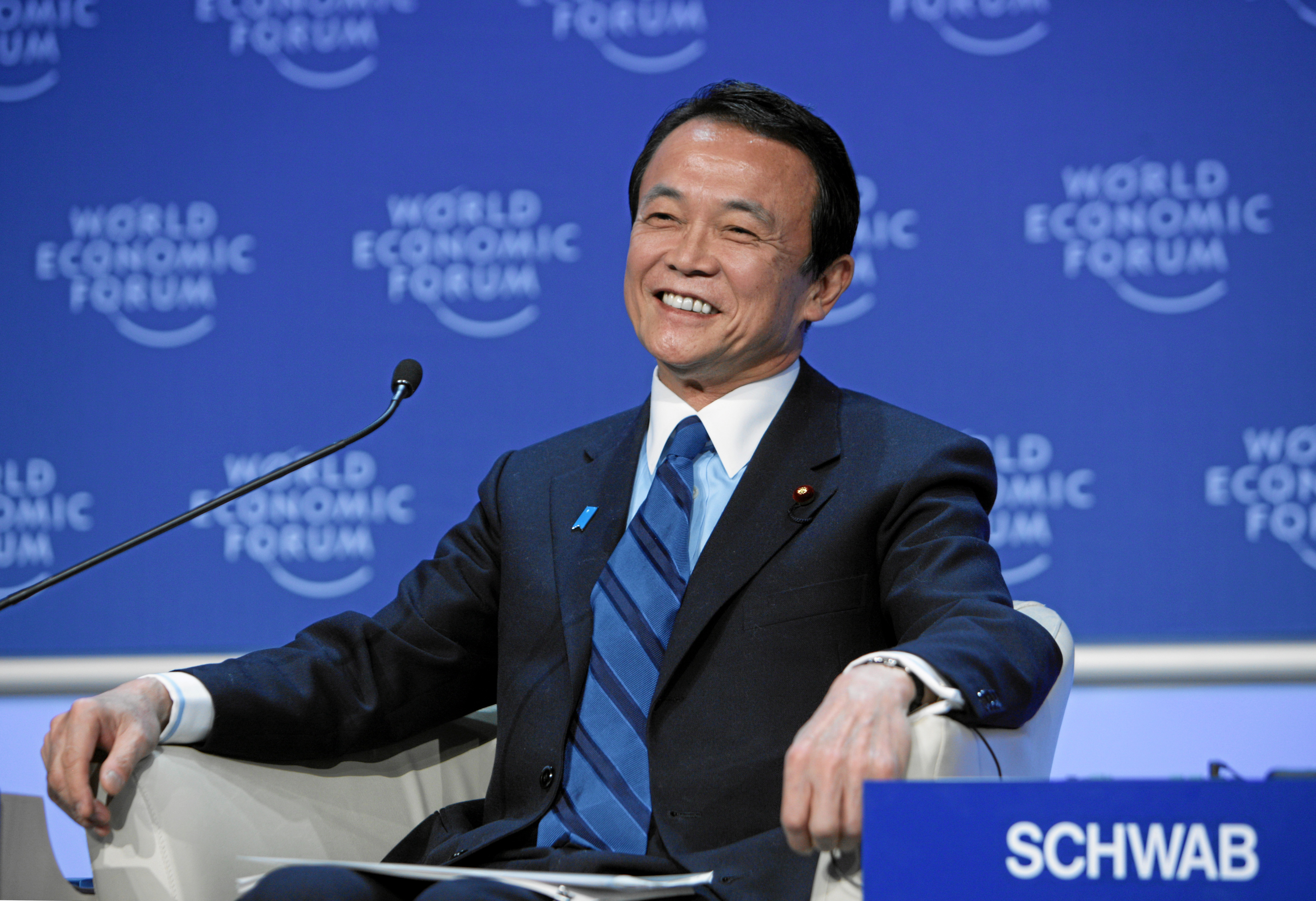
日本首相麻生太郎在2009年1月的世界经济论坛

1971年，时任日内瓦大学商业政策教授的克劳斯·施瓦布邀请450位西欧公司的商业执行者，在达沃斯会议中心召开了首届“欧洲管理讨论会”。在欧洲委员会和欧洲行业协会（European industrial associations）的支持下，施瓦布希望向欧洲公司介绍美国的商业管理实践。因此，他以非营利组织的形式建立了“欧洲管理论坛”，总部设在日内瓦，并召集欧洲商业领袖每年1月在达沃斯举行年会。
施瓦布还发展了“利益相关者理论”或称“利益相关者管理方式”，他认为企业管理者要想成功管理一家企业，需要考虑各方利益：不仅仅是股东、客户和消费者的利益，还要顾及企业的员工和所属的环境（包括政府）。1973年，随着布雷顿森林体系固定汇率机制的瓦解和第四次中东战争的爆发，论坛年会的关注点开始从企业管理转向经济和社会事务。政治领导人也首次应邀参加1974年1月的达沃斯论坛。
“欧洲管理论坛”在1987年正式更名为“世界经济论坛”，并希望拓宽为一个解决国际争端的平台。政治领导人也開始使用达沃斯论坛这个中立的平台解决他们的分歧。希腊和土耳其在1988年签署“达沃斯宣言”使双方在战争的边缘悬崖勒马。1992年，南非总统戴克拉克与曼德拉和领袖曼戈苏图·布特莱齐在论坛年会会面，这是三人首次在南非以外的场合同时亮相。在1994年年会上，以色列外长希蒙·佩雷斯与巴解组织领导人亚瑟·阿拉法特就加沙和杰里科地区问题达成协议。2008年，比尔·克林顿发表题为“创造性资本主义”的主旨讲话——即一种新型的资本主义形式，通过发挥市场力量更好地满足穷人的需求，在产生经济利润的同时解决世界不平等问题。2009年年会，土耳其总理埃尔多安对以色列总统佩雷斯讲到：“说到杀戮，你对这很在行”。
2014年5月8日李克强总理出席世界经济论坛非洲峰会全会，并发表特别致辞。
2019年1月25日年會期間，来自76个国家和地区的谈判代表达成一致，签署《关于电子商务的联合声明》，确认启动与贸易有关的电子商务议题谈判。
2021年，因應新型冠狀病毒疫情持續使國際旅遊受重大限制，故當屆的年會取消。

## 组织

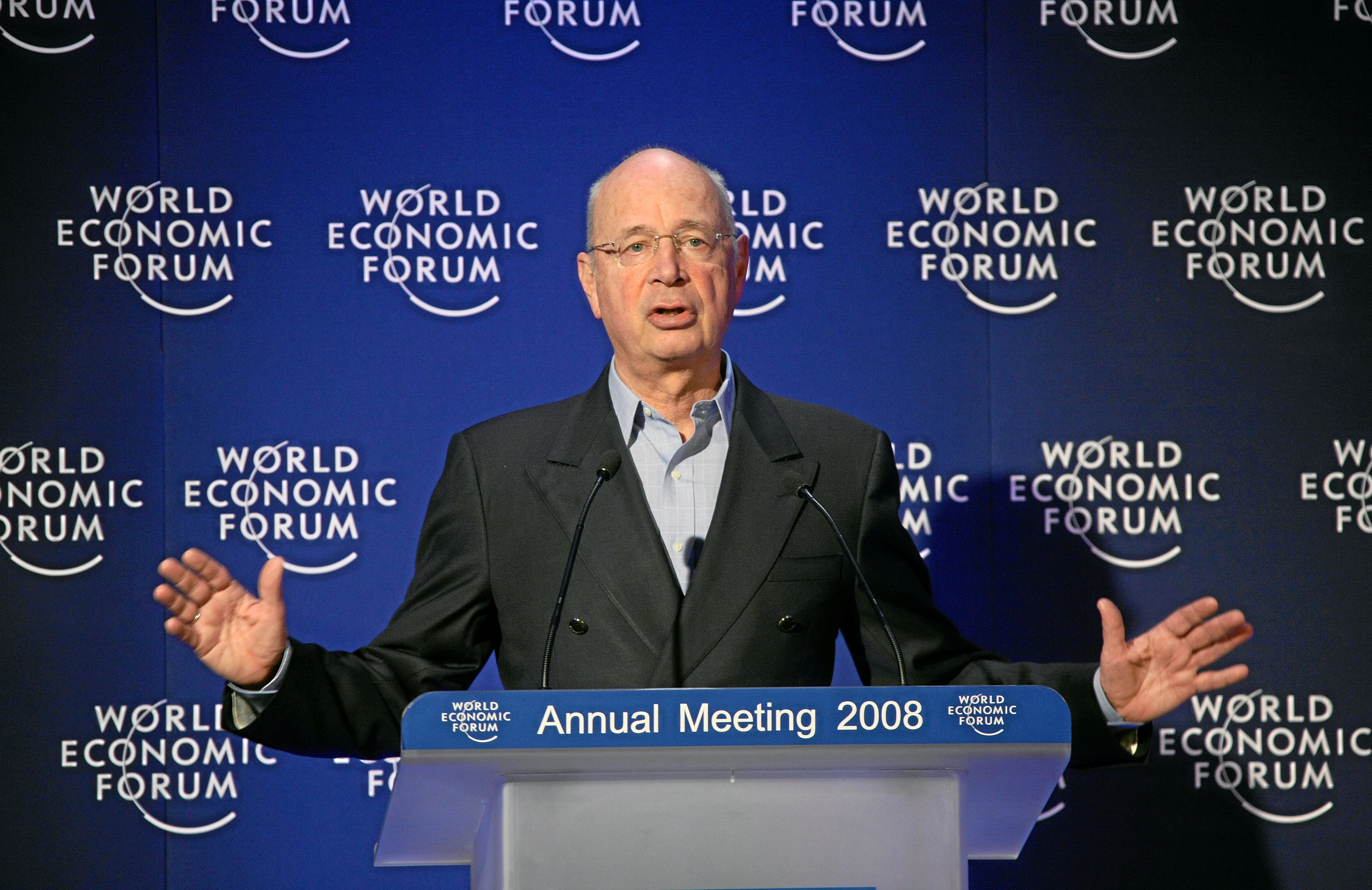
克劳斯·施瓦布，创始人兼执行主席，世界经济论坛

世界经济论坛总部设在瑞士日内瓦的科洛尼地区。2006年，论坛在中国北京和美国纽约设立了区域代表处。世界经济论坛是一个中立的非營利組織，不介入任何政治、党派或国家利益。世界经济论坛在联合国经济及社会理事会中拥有观察员身份，接受瑞士联邦政府的监管。论坛最高管理机构是基金会董事会，其中包括了前英国首相托尼·布莱尔和约旦王后拉尼亚在内的22位成员。论坛的目標是“致力于改善世界經濟状况”。

### 经费来源
世界经济论坛的经济支持来自其1000家基金会会员。会员企业需是年收入额在50亿美元以上的国际企业和其行业或国家中的佼佼者，并对于该行业或区域的未来发展起重要作用。世界经济论坛的基金会会员每年向世界经济论坛支付年费，作为世界经济论坛举办各种会议和活动以及运营的费用。世界经济论坛的基金会会员可以选择称为“行业合作伙伴”和“战略合作伙伴”，更深入地参加论坛的活动，并发挥其影响力。世界经济论坛评选委员会要对会员企业的实力进行评定，这些企业需是其所属行业或国家中的顶尖企业，并可对其行业或区域的未来发展起重要作用。

## 活动

### 达沃斯论坛年会
每年一月末在达沃斯举行的年会是世界经济论坛的旗舰活动。在瑞士阿尔卑斯山度假胜地举行的年会，每年吸引1000家论坛会员企业的首席执行官的到来，同时还有来自政界、学界、非政府组织、宗教界和媒体的众多代表，只有收到世界经济论坛邀请的人士才可参会。每年约有2200位参会者参加为期五天的会议，列入正式会议议程的场次多达220余场。会议议程强调关注全球重点问题（如国际争端、贫困和环境问题）和可能的解决方案。全球约有来自网络、纸媒、广播和电视媒体的500余名记者到会场进行报道，媒体可以进入所有列入正式议程的会议场次，其中一些场次可通过网络视频观看。

#### 转播
所有达沃斯论坛辩论会场次可在YouTube上观看，登陆Flickr免费下载会议图片，登陆Twitter查找重要会议语录，2007年，论坛在社交网络平台中建立了页面，如MySpace和 Facebook.。2009年，论坛号召公众通过YouTube网站参与“达沃斯辩论”，并邀请了一位参与者亲临年会。2008年，Youtube用户可以通过网站提出“达沃斯问题”与参加达沃斯年会的世界领袖进行互动，论坛鼓励参会者在年会场馆中搭建的YouTube影片录影区回答网友的提问。2008年，网友可通过Qik和Livestream网站观看记者招待会现场直播，并可在线提问。在2006和2007年，网友可在“第二人生”网站的路透社演播室收看对参会者的采访和年会闭幕式。

#### 参会人员

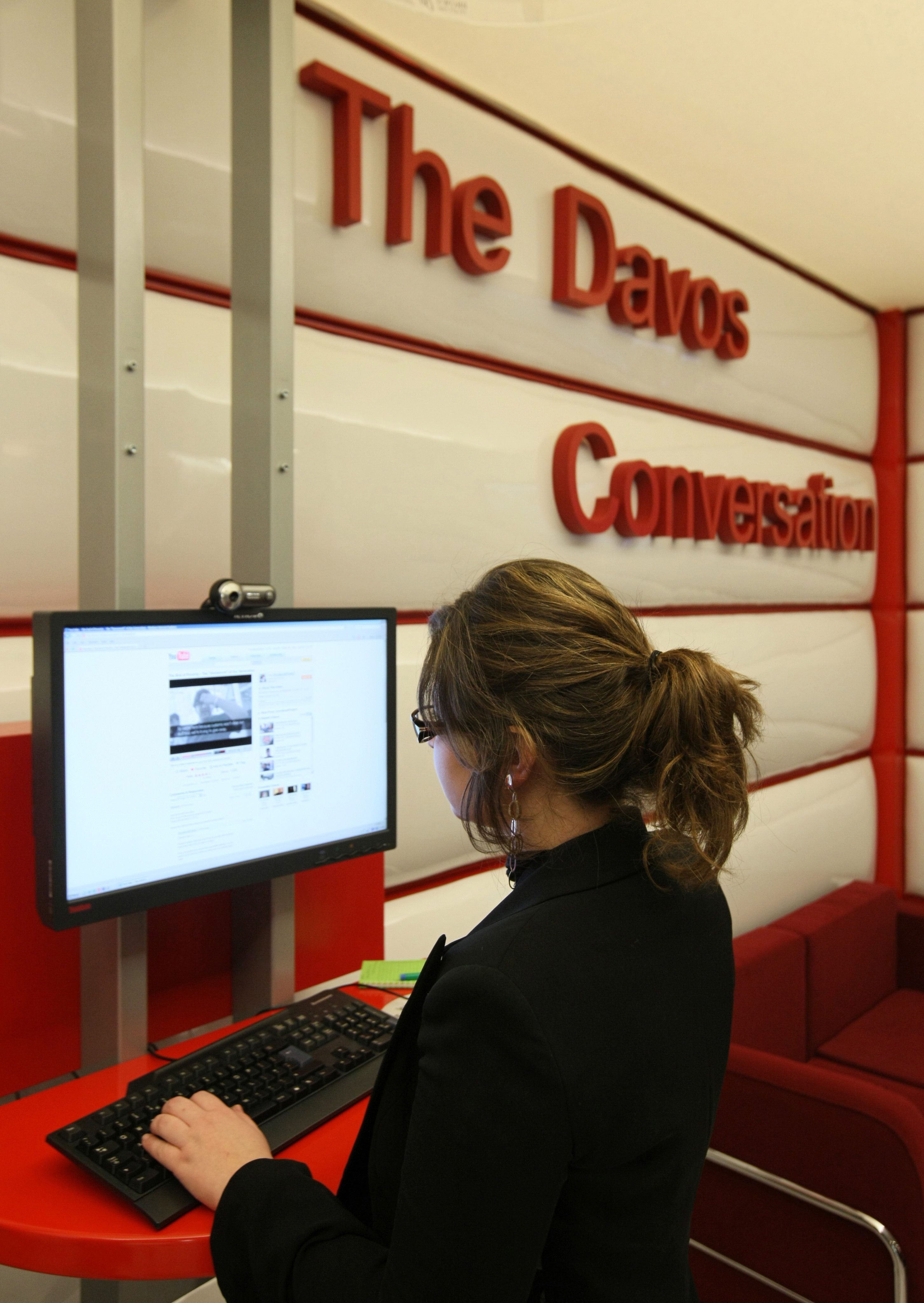
YouTube主持的达沃斯对话角

世界经济论坛年会的参会人员被萨缪尔·亨廷顿称之为达沃斯人，他们都是拥有国际视野的全球精英人物，托马斯弗·里德曼认为因为互联网普及给政治带来的深远影响，达沃斯人的影响力已大不如前。

### 新领军者年会
2007年起，世界经济论坛在中国举办首届“新领军者年会”，即夏季达沃斯论坛，召集被论坛认定为的“全球成长型企业”在中国的天津和大连集会，这些企业主要是在经济新兴国家（如中国、印度、俄罗斯和巴西）中的商业领军企业，还包括一些发达国家中迅速发展的企业。同时，年会与下一代全球领袖、迅速发展地区、有竞争力城市和技术先驱者进行密切合作。

### 区域性会议
世界经济论坛每年举办10余场会议，使企业领袖与举办地政府和非政府组织密切沟通。会议分别在非洲、东亚、拉美和中东等地举行，每年选择不同的主办国家。但在过去十年中，中国与印度已成为论坛的长期主办国家。

### 全球青年领袖
2005年，世界经济论坛建立“全球青年领袖”社区，这是“全球明日领袖”社区的继承组织。“全球青年领袖”社区集合了来自世界各学术和行业领域的40岁以下青年领袖。他们积极从事“2030倡议”——即一项旨在为实现2030年愿景的行动计划。全球青年领袖有：夏嘉曦、阿努什·安薩里、瑪麗亞·孔蘇埃洛·阿勞霍、列拉·奧爾巴赫、伊恩·布雷默、谢尔盖·布林、泰勒·布魯雷、Patrick Chappatte、奧拉維爾·埃利亞松、拉胡爾·甘地、肯·格里芬、Scott J. Freidheim、哈康王儲、陳慧琳、姚明、周迅、郎朗、李娜、蔡志坚（Calvin Choi）、Abdulsalam Haykal、Silvana Koch-Mehrin、塔里克·克里姆、伊莎德·曼吉、瑪蒂爾德、Aditya Mittal、Euvin Naidoo、加文·紐森、拉里·佩奇、安德里亞·三科、Anoushka Shankar、彼得·蒂爾、吉米·威爾士、Niklas Zennström等。论坛每年选出一批新的成员，目前共拥有1111名成员。

### 社会企业家
自2000年开始，世界经济论坛与“施瓦布社会企业家基金会”密切合作，在世界主要社会企业家中推选楷模。基金会高度评价社会企业家在推动社会进步和解决社会问题中的关键性作用。推选出的社会企业家将应邀参加世界经济论坛的地区峰会和年会，他们在会议中有机会与企业首席执行官和高级政府官员会面。比如，在2003年的年会中，Jeroo Bilimoria与国际电信联盟副秘书长Roberto Blois不期而遇，这次会面促成了Jeroo Bilimoria的国际儿童帮助热线组织与国际电信联盟的重要合作。

### 研究报告
世界经济论坛还同时作为一个智库研究论坛社区所关注的事务，并对此发表广泛的研究报告。尤其值得关注的是论坛的“战略分析团队”，此团队致力于在国家竞争力评估、全球风险评估和预期模式规划和思考等相关领域撰写报告。
“竞争力报告组”Competitiveness Team撰写了许多年度经济报告（括号中为第一次发表时间）：《全球競爭力報告》（1979）对各国和各经济体的竞争力进行评估；《全球信息技术报告》（2001）基于各国的信息技术实力评估其竞争力；《全球性别差异报告》（2005）调查在某些重要方面的男女平等问题；《全球风险报告》（2006）评估全球主要存在的风险；《全球旅游业竞争力报告》（2007）对旅游业进行评估；《全球贸易促进报告》（2008）对各国贸易促进因素进行分析评估。
“全球风险网络”Global Risk Network发布年度报告，被评估风险的标准是：这些风险可在全球范围内造成影响，涉及跨行业问题，具有不确定性，可能对经济造成100亿美元以上的损失，对人类存在潜在的重要危害而需要多方利益相关方共同努力降低风险。
“预期模式规划组”Scenario Planning 发布一系列地区、行业和特定话题的预期模式报告，从中提出不同于人们假想的状况，提醒人们对重要潜在因素的关注并激发人们看待未来的新思维。最新的报告包括《2008-2009年全球金融危机》对金融危机可能产生的短期和长期影响进行分析，《全球金融体系的未来：进期展望与长远预期》The Future of the Global Financial System: A Near-Term Outlook and Long-Term Scenarios 以及《资助人口转变：2030年养老金和医疗保障预期模式》预期研究由于人口情况变化而导致养老金和医疗资金所出现的变化和影响。Financing Demographic Shifts: Pension and Healthcare Scenarios to 2030.

### 活动倡议
“全球健康倡议”（GHI）是由科菲·安南在2002年年会上提出的。其目标是使商业企业加入到公私合作的健康项目中去，以应对艾滋病、肺结核、疟疾等疾病，并建立更好的健康体系。

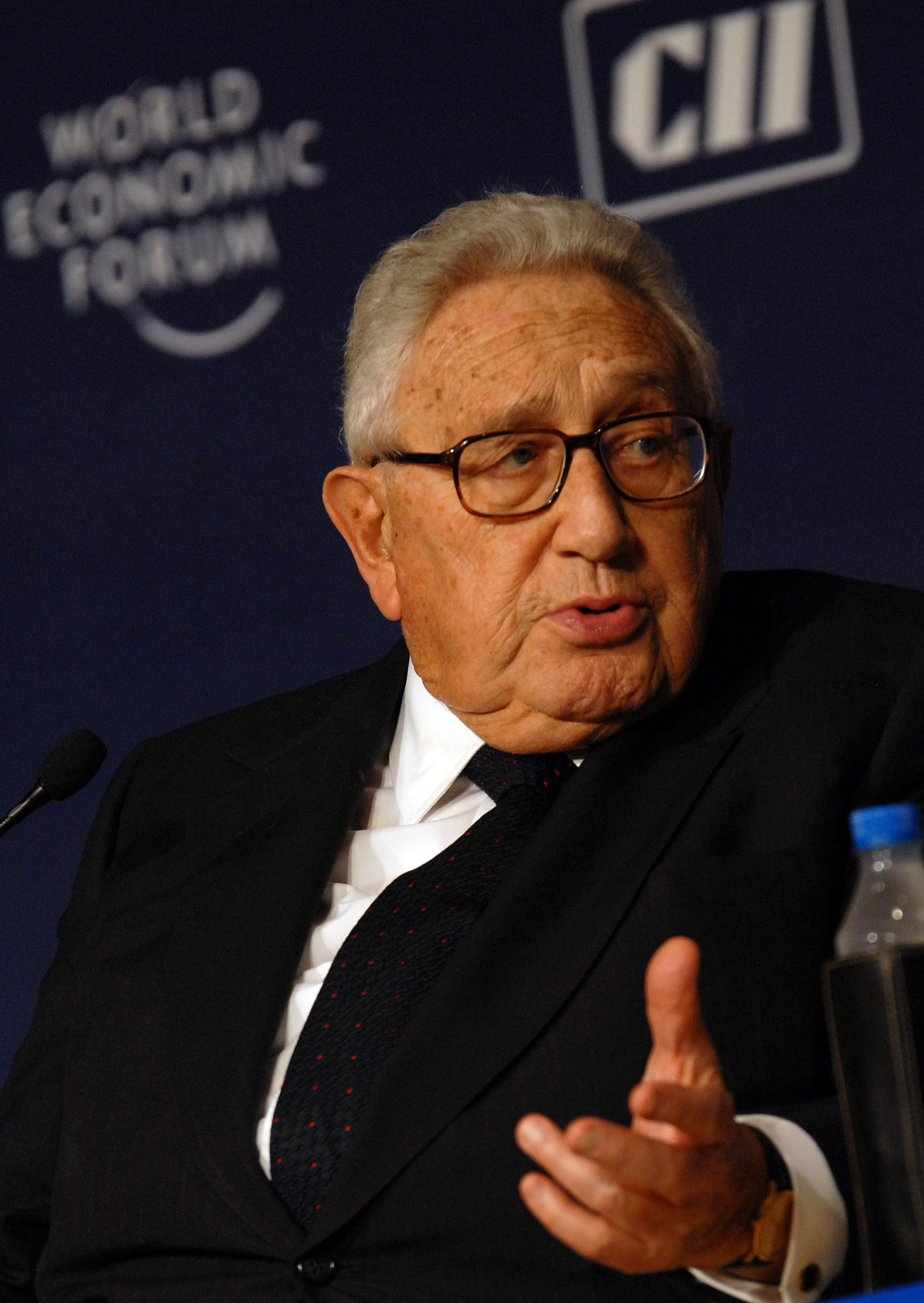
亨利·季辛吉,世界经济论坛印度经济峰会，2008年11月 新德里.

“全球教育倡议”（GEI）发起于2003年世界经济论坛年会，全球IT公司与政府人士在约旦、埃及和印度会议上达成协议，将新的个人电脑硬件引入更多学校课堂，并培训更多掌握电子教学方法的地方教师。这一倡议对孩子们的生活产生了切实的影响。目前GEI模式已成为不断扩大和持续发展的项目，被列入包括卢旺达在内的很多国家的教育计划。
“环境倡议”关注于气候变化和水资源问题。在2005年在苏格兰Gleneagles举行的G8峰会气候变化对话会议上，英国政府邀请世界经济论坛在第31届G8峰会上协助商业社区成员参与气候变化对话，提供有利于减少温室气体排放的建议。由全球多位CEO首肯的一系列环保建议方案在2008年7月日本洞爷湖举行的G8峰会前承交给各国领导人。
“水资源倡议”得到了各利益相关方的支持，其中包括：加铝公司、瑞士发展与合作署、美国国际开发总署/印度、联合国发展计划署/印度、印度工业联盟、拉贾斯坦邦政府和非洲发展新伙伴计划商业基金会，它们在南非和印度就水资源管理开展了公私合作。
为加强反腐败力量，在2004年1月的达沃斯年会上，来自工程、建筑、能源、金属和矿产行业的企业CEO共同启动了“反贪腐伙伴倡议”（PACI）。此倡议提供了一个为同业者相互交流反腐实际经验和面临困境的平台。已有140家企业签署了此倡议。

### 称号授予

#### 技术先锋项目
“技术先锋项目”旨在发掘世界上那些研发新技术的企业，此称号每年授予30-50家企业。截止2008年，全球391家企业获得了此称号。此称号于2003年被首次授予。
遵循世界经济论坛致力于改善世界状况的宗旨，技术先锋需要以积极主动、创新并具企业家精神的方式参与到论坛的活动中，以共同明确和解决全球议程中面向未来的问题。论坛希望通过让这些技术先锋企业的商业领袖与科技、学术、非政府组织人士、论坛会员和合作伙伴的交流，使人们意识到技术力量的作用，例如，发现新的疫苗，创造经济增长和促进国际交流。

## 批评
- 90年代后期，世界经济论坛连同G7、世界银行、世界贸易组织和国际货币基金组织开始受到来自反全球化激进分子的严厉批评，他们认为资本主义和全球化加重了世界贫困，破坏了地球环境。1500名示威者在澳大利亚墨尔本阻挡200位代表进入世界经济论坛会场的通道。[50]示威游行频繁出现在达沃斯，抗议会议的举行，摇滚歌手Bono打趣说，这是“雪地里的肥猫们”的聚会。[51]
- 2000年1月，1000名示威者在达沃斯游行，在行进途中打碎当地麦当劳餐厅玻璃[52]，达沃斯周边采取严格安保措施，使示威者无法进入阿尔卑斯山度假胜地，现在多数示威活动在苏黎世、伯恩或巴塞尔举行。[53]会议安保费用由世界经济论坛与瑞士州、国家政府共同负担，这也引起了瑞士媒体的频繁抨击。[54]
- 自2003年1月的年会起，“达沃斯开放论坛”[55]（与瑞士新教联盟共同主办）每年与主体年会同时进行，使得公众有机会就全球化问题进行公开辩论。“开放论坛”每年在当地一所高中举行，不仅有高端政要和商业领袖的参与，并免费对所有公众开放。[56][57]
- 有人指责达沃斯年会是“浮华盛况和陈词滥调的混合体”，认为它已经偏离了严肃的经济学话题，缺少实质性的成就，特别是有越来越多对经济学了解甚少的非政府组织参加，现在的达沃斯论坛缺少真正有学识的专家、重要商业和政治人物，而更多的是去关注媒体眼中的政治事务（如全球气候变化和非洲的艾滋病问题）。[58]

## 其他链接
- 世界经济论坛首页（页面存档备份，存于）
- YouTube上的世界经济论坛页面（页面存档备份，存于）
- 2009年全球议程

报告
- 2007和2008年全球竞争力报告 （页面存档备份，存于）
- 2007和2008年全球信息技术报告
- 2008年全球性别差异报告
- 2009年全球贸易促进报告